# Taşıt, Derik
Taşıt là một xã thuộc huyện Derik, tỉnh Mardin, Thổ Nhĩ Kỳ. Dân số thời điểm năm 2010 là 97 người.